# Castelbajac (Adelsgeschlecht)
Castelbajac ist ein mindestens bis ins Hochmittelalter zurückreichendes Adelsgeschlecht aus der ehemaligen Provinz Bigorre, dessen Grenzen im Wesentlichen mit dem heutigen Département Hautes-Pyrénées übereinstimmen. Seit 1080 urkundlich erwähnt, war die Familie seit dem 11. Jahrhundert im Besitz zweier der zwölf Baronien dieser Provinz, und ist ihre älteste Familie.
Sie hat im Mittelalter und in der Frühmoderne einen Kreuzritter des Dritten Kreuzzuges (Bernard de Castelbajac, dessen Wappen in der Salle des Croisades in Versailles ersichtlich ist), vier Hauptmänner der Provinz Bigorre, einen Hauptmann des Périgord und einen Hauptmann von Peschiera, einen Bischof von Pamiers sowie eine Reihe bedeutender Feldherren, Kammerherren und Berater im Dienste der Krone Navarras (zu der Bigorre bis zur Herrschaft Heinrichs IV. gehörte) gestellt.
In ihrem Besitz waren unter anderem folgende Herrschaften: Castelbajac, Montastruc, Goudon, Séméac, Bernet, Lubret, Lagarde, Barbazan, Hèches, Orieux, Loubersan, Vic-Bigorre, Astugues, Hèches, Campistrous, Sarraganchies, Mont-d'Oleron, Castillon, Bouilh, Tajan, Casenove, Mingot, Lacassagne, Casteljaloux, Forgues, Cabanac, Fayan, Mansan etc.
Die Oberhäupter der beiden noch bestehenden Linien, die im 13. bzw. 14. Jahrhundert aus der 1550 ausgestorbenen Hauptlinie hervorgingen, führen den Titel Marquis, während weitere Mitglieder die Titel Comte, Vicomte oder Baron tragen.
Mitglieder dieser Familie vermählten sich mit zahlreichen großen Häusern, unter anderem Foix-Rabat, Montlezun, Pardaillan-Gondrin, Lavedan, Montesquiou, Astarac, Comminges, Durfort-Civrac, Béon, Mun, La Tour du Pin-Gouvernet, La Rochefoucauld, Mac-Mahon, La Forest-Divonne, Colonna di Stiglione, Oudinot de Reggio.

## Familienmitglieder
In der Moderne sind folgende Mitglieder dieser Familie zu bemerken
- Armand, Marquis de Castelbajac, General, Maréchal de Camp, Senator unter Napoleon III. und dessen Botschafter in Sankt Petersburg.
- Vicomte Marie-Barthélémy de Castelbajac, Abgeordneter, Mitbegründer des Monarchistischen Blattes Le Conservateur, Erbliches Mitglied des französischen Herrenhauses, unter Villèle Generaldirektor der Landwirtschaft, des Handels und der Manufakturen (1823–1824), sowie des Zollamtes (1825–1827), Geheimer Rat
- Baron Gérard de Castelbajac, Admiral, Generalinspektor der französischen Marine von 1982 bis 1984
- Jean Charles, Marquis de Castelbajac, Industrie- und Modedesigner